# Artur Schneider (Philosoph)
Artur Carl August Schneider (* 15. November 1876 in Neustadt/Oberschlesien; † 10. Oktober 1945) war ein deutscher Philosoph.

## Leben
Schneider studierte Philosophie und klassische Philologie in Halle und Breslau sowie im Nebenfach Nationalökonomie. Hier hörte er u. a. Werner Sombart. Während seines Studiums wurde er 1896 Mitglied der KDStV Winfridia Breslau im CV. In Breslau promovierte er bei Clemens Baeumker mit einer Arbeit zum Thema „Aristotelische Elemente in der Psychologie Albert des Großen“. Er folgte Baeumker nach Bonn und habilitierte sich dort 1902 mit dem Thema „Die Augustinische Tradition in der Lehre der Sache bei Albert dem Großen“. Die Probevorlesung am 23. Juli 1902 hatte das Thema „Die Stellung der christlichen Scholastiker gegenüber der von den Arabern vertretenen Lehre vom Intellect“. 1903 wechselte er nach München, wo er zum Teil den Philosophen und Politiker Georg von Hertling vertrat und 1908 zum nichtbeamteten ao. Professor ernannt wurde. Im Jahr 1911 folgte er einem Ruf als o. Professor nach Freiburg. Hier betreute er die Dissertation Martin Heideggers. Die konservativ katholische Weltanschauung Schneiders zeigt sich in der Arbeit „Die philosophischen Grundlagen der monistischen Weltanschauungen“, in der Schneider eine Kritik des Materialismus und der Sozialdemokratie ausführte. Bereits 1913 wechselte er als Nachfolger Baeumkers nach Straßburg, wo er als Folge des Ersten Weltkriegs seine Stellung verlor. Er erhielt 1919 eine nicht etatmäßige Stelle in Frankfurt, von wo aus er 1921 als Nachfolger von Hans Driesch nach Köln ging. Er fungierte 1922–23 und von 1935–36 als Dekan der Philosophischen Fakultät und wurde im Jahr 1926–27 zum Rektor der Universität zu Köln gewählt.
Schneider unterzeichnete gemeinsam mit Gustav Radbruch, Ernst von Aster, Ferdinand Tönnies, Max Dessauer u. a. eine Petition vom 10. Juni 1930 gegen die Berufung des Rassebiologen Hans F. K. Günther nach Jena. Zum 1. Juli 1933 trat er dem NS-Lehrerbund bei und war auch Mitglied der NSV. Innerhalb des NS-Lehrerbund hatte er vorübergehend von 1933–34 die Leitung des Amtes für Erziehung und Unterricht für den Gau Köln inne. Trotz seiner nationalen und strikt antimarxistischen Haltung galt Schneider für das Amt Rosenberg als ein „typischer Vertreter der konfessionellen philosophia perennis“. Nach Erreichen der Altersgrenze wurde er zum 31. März 1942 emeritiert und beendete seine Vorlesungstätigkeit mit Ablauf des Wintersemesters 1942/43. Noch kurz vor seinem Tod war er 1945 in die Wiedereröffnung der Kölner Universität eingebunden.

## Schriften
- Die Psychologie Alberts des Großen. 2 Teile, 1903 und 1906.
- Die philosophischen Grundlagen der monistischen Weltanschauungen. Verlag "Natur und Kultur", München 1912.
- Die abendländische Spekulation des zwölften Jahrhunderts in ihrem Verhältnis zur Aristotelischen u. jüdisch-arabischen Philosophie : eine Untersuchung über die historischen Voraussetzungen des Eindringens des Aristotelismus in die christliche Philosophie des Mittelalters. Aschendorff, Münster 1915.
- Die Erkenntnislehre bei Beginn der Scholastik. Fuldaer Actiendruckerei, Fulda 1921.
- Die Erkenntnislehre des Johannes Eriugena im Rahmen ihrer metaphysischen und anthropologischen Voraussetzungen nach den Quellen. de Gruyter, Berlin Teil I, 1921, Teil II, 1923.
- Einführung in die Philosophie unter Berücksichtigung ihrer Beziehungen zur Pädagogik. Schöningh, Paderborn, Teil I: Allgemeines, 1927 (2. Auflage 1934) und Teil II: Metaphysik, 1931.